# و خداوند زن را آفرید (فیلم ۱۹۵۶)
و خداوند زن را آفرید (به زبان فرانسوی: Et Dieu… créa la femme) فیلمی در سبک درام عاشقانه محصول سال ۱۹۵۶ فرانسه است.

## موضوع فیلم
آنتونی بعد از یک پارتی قول می‌دهد تا ژولیت را از یتیم خانه نجات دهد. بعد از بیرون آمدن ژولیت مادرخوانده وی در تلاش است تا او را به یتیم خانه برگرداند اما برادر کوچکتر آنتونی برای نجات دادن ژولیت به او پیشنهاد ازدواج می‌دهد و او قبول می‌کند...